# オノレ・ドーミエ
オノレ＝ヴィクトラン・ドーミエ（Honoré-Victorin Daumier、1808年2月26日 - 1879年2月10日）は、19世紀のフランスの画家。
風刺版画家として知られるとともに、油彩画家としてもアンリ・ド・トゥールーズ＝ロートレック、フィンセント・ファン・ゴッホなど、後世の画家に影響を与えた。

## 生涯
1808年、マルセイユにガラス職人の子として生まれた。職人であった父・ジャン＝バティストは、文学趣味の強い人物で、詩人として身を立てるため、1814年（1815年とも）、家族を置いてパリに赴いた。ジャン＝バティストの妻と子どもたちが父を追ってパリに出てきたのは1816年、画家ドーミエが8歳の時であった。一家の暮らしは貧しく、ドーミエは少年時代から弁護士の使い走りや書店の店員として走り回っていた。14歳の時にはアレクサンドル・ルノワールという画家（印象派のルノワールとは無関係）に師事して、ティツィアーノやルーベンスの技法を学び、有名な私塾・アカデミー・シュイスにも通っている。また、1823年頃、ベリアールという職人から、その当時発明されたばかりだった最新技術である石版画（リトグラフ）の技法を学んでいる。
19世紀前半のフランスはジャーナリズムの勃興期にあり、新聞・雑誌などが多数創刊されたが、識字率のさほど高くなかった当時、挿絵入り新聞の需要は大きかった。この頃、挿絵入り風刺新聞「ラ・カリカチュール」や「ル・シャリヴァリ」を創刊したシャルル・フィリポンという人物がいた。フィリポンは版画家としてのドーミエの才能を見抜き、1831年、23歳のドーミエを採用した。当時のフランスは7月革命（1830年）で即位した国王ルイ・フィリップの治世下にあったが、ドーミエは国王や政治家を風刺した版画で一世を風靡した。この頃の作品としては、版画『トランスノナン街、1834年4月15日』がよく知られている。
ドーミエは、生涯に4,000点近い版画を残したほか数十点の彫刻、三百数十点の油絵を残している。ドーミエの油絵は生前にはほとんど公開されなかったが、当時のパリ市民の日常生活、当時の最新技術であった鉄道車両内の情景などを大胆な構図と筆使いで表現したもので、印象派や表現主義の絵画を先取りしたものとして今日では高く評価されている。
晩年のドーミエは1872年頃から眼の病気を患い、やがて失明に至っている。1879年、パリ郊外ヴァルモンドワで没した。

## 代表作
- エッケ・ホモ
1850年 フォルクヴァンク美術館（エッセン）
- 三等客車
1862年頃[1] メトロポリタン美術館（ニューヨーク）
- 洗濯女
1863年頃 オルセー美術館（パリ）
- クリスパンとスカパン
1864年 オルセー美術館（パリ）
- ドン・キホーテ
1868年頃 ノイエ・ピナコテーク（ミュンヘン）
- ガルガンチュア
1831年 ルイ・フィリップの七月王政を風刺したもの

## 収蔵美術館
- 伊丹市立美術館 - 日本で一番ドーミエの作品を所蔵している美術館で「展覧会」も行っている。
- DaumierVideos

## 主な日本語文献
- 『ドーミエ版画集成』全3巻、北村陽子・吉村和明・鈴木啓二訳、みすず書房、1992-94年

大著、阿部良雄監修、「1 政治家さまざま」「2 劇場と法廷」「3 パリ生活」
- ロベール・レー解説『ドーミエ　世界の巨匠』大島清次訳、美術出版社、新版1994年
- 『ドーミエ 諷刺画の世界』喜安朗編、岩波文庫、2002年
- 『オノレ・ドーミエ 版画』全3巻、東武美術館、1997-2000年。版画作品を所蔵
- 『オノレ・ドーミエ　政治・風俗漫画』岩崎美術社「双書美術の泉」、1983年
- ユルク・アルブレヒト解説『オノレ・ドーミエ』小谷民菜訳、パルコ美術新書、1995年
- 近藤昭『道化の芸術家　ドーミエ』新潮社・新潮選書、1980年。以下は伝記
- レイモン・エスコリエ『ドーミエとその世界』幸田礼雅訳、美術出版社、1980年
- 石子順『ドーミエの風刺世界　現代漫画の源流』新日本出版社、1994年
- ブルース・ロートン『オノレ・ドーミエ　偉大なる漫画家』若桑みどり・福間加容訳、大月書店、1997年